# Triethyloxoniumtetrafluoroborát
Triethyloxoniumtetrafluoroborát (také se používá název Meerweinova sůl nebo Meerweinovo činidlo) je organická sloučenina se vzorcem [(CH3CH2)3O]BF4. Objevil ji německý chemik Hans Meerwein. Podobnou látkou je trimethyloxoniumtetrafluoroborát, který je rovněž bílou pevnou látkou rozpustnou v polárních organických rozpouštědlech a také jde o silné alkylační činidlo. Komerčně dostupných je i několik dalších solí tetrafluorboritanového aniontu.

## Příprava a reakce
Triethyloxoniumtetrafluoroborát se připravuje reakcí fluoridu boritého, diethyletheru a epichlorhydrinu:
4 Et2O·BF3 + 2 Et2O + 3 C2H3(O)CH2Cl → 3 Et3O+BF −
4  + B[(OCH(CH2Cl)CH2OEt]3
Trimethyloxoniovou sůl lze podobným způsobem získat z dimethyletheru. Obě látky jsou nestabilní a podléhají hydrolýze:
[(CH3CH2)3O]+BF −
4  + H2O → (CH3CH2)2O + CH3CH2OH + HBF4
Náchylnost trialkyloxoniových solí k alkylové výměně lze využít několika způsoby; například trimethyloxoniumtetrafluoroborát, který kvůli špatné rozpustnosti ve většině rozpouštědel reaguje pomalu, může být přeměněn na trialkyloxoniové soli s delšími alkylovými řetězci, které se rozpouštějí lépe, čímž se reakce urychlí.

## Struktura
Molekula této látky se skládá z pyramidálního oxoniového kationtu, který je isoelektronický s triethylaminem, a tetraedrického fluorboritanového aniontu. Jelikož jde o iontovou sloučeninu, tak se rozpouští v polárních inertních rozpouštědlech, jako jsou dichlormethan, oxid siřičitý a nitromethan.

## Bezpečnost
Triethyloxoniumtetrafluoroborát je silné alkylační činidlo, jeho nebezpečnost však snižuje skutečnost, že nejde o těkavou látku. Při kontaktu s vodou uvolňuje silné kyseliny. Trimethyloxoniumtetrafluoroborát má podobné vlastnosti.